# グスタフ・クローン
グスタフ・クローン（Gustav Kron, 1874年8月29日 - 没年不明）は、ドイツ出身のヴァイオリニスト、指揮者、音楽教師。

## 経歴
ブラウンシュヴァイクに生まれる。1889年にヴァイマルに移り、同地でハリックスにヴァイオリンを、カール・ミュラーハルトゥングにピアノと音楽理論を師事。1892年にドレスデンの王立音楽院に入学し、カポルティとフェリクス・ドレーゼケに師事。1896年から1898年までハンブルクの楽友協会で楽長とソリスト、1900年からベルリン・フィルハーモニー管弦楽団のソリストを務める。アウグスト・ユンケルの後任の外国人教師として来日し、1913年1月から1921年6月までと1922年2月から1925年3月まで、東京音楽学校で弦楽、声楽、和声学、作曲、合唱、管弦楽を担当した。

## 教え子
- 多忠亮[4]
- 高階哲夫[5]
- 近衛秀麿[6]
- 内田元[7]
- 橋本國彦[8]